# Jean Celeyrette
Jean Celeyrette est un mathématicien et médiéviste, historien et philosophe des mathématiques français, né le 29 janvier 1938 à Sarcelles. Il est spécialiste de Nicole Oresme.

## Travaux
Outre Nicole Oresme, ses travaux portent sur Thomas Bradwardine, Guillaume d'Ockham. Il fait partie des historiens du Moyen Âge spécialistes de l'histoire intellectuelle, culturelle et philologique qui contestent vivement les thèses de Sylvain Gouguenheim.

## Carrière
Ancien élève de l'ENS de Saint-Cloud (sciences), il est agrégé de mathématiques (1960) et obtient son doctorat d'État en mathématiques à l'université de Paris-XIII en 1975 sous la direction de Jean Bénabou avec une thèse intitulée Catégories fibrées et Topoï, sa thèse secondaire portant sur La cohomologie de Gel'fand-Fuchs.
Il est professeur à l'Université de Lille III de 1975 à 2002, université qu'il a présidée de 1981 à 1986. Il a dirigé l'UMR 8519 Savoirs et textes (Lille I-Lille III-CNRS) (1998 - 2003) et il est membre de l'UMR 8163 "Savoirs, Textes, Langage" (STL).
Il est directeur de la collection « Histoire des sciences », aux Presses universitaires du Septentrion (en 2003).

## Publications
- Joël Biard et Jean Celeyrette (éds.), De la théologie aux mathématiques. L’infini au xive siècle, Les  Belles-Lettres, 2004.
- Jean Celeyrette, « Le Statut des mathématiques dans la Physique d’Oresme », Oriens occidens, 3 (2000), p. 91-113.
- Jean Celeyrette, « Apparences et imaginations chez Nicole Oresme : Question III.1 sur la Physique et question sur l'apparence d'une chose », Revue d'histoire des sciences, Armand Collin/Dunod, no 1,‎ 2007, p. 83-100 (ISBN 9782200923402, DOI 10.3917/rhs.601.0083, lire en ligne).
- Max Lejbowicz (dir.), Jean Celeyrette, John Tolan, Jean Jolivet, Abdelali Elamrani-Jamal, Marie-Geneviève Balty-Guesdon, Régis Morelon, Louis-Jacques Bataillon et Sten Ebbesen, L'Islam médiéval en terres chrétiennes : Science et idéologie, Villeneuve-d'Ascq, Presses universitaires du septentrion, coll. « Les savoirs mieux », 2009, 176 p. (ISBN 978-2-7574-0088-3, présentation en ligne, lire en ligne).
- Daniel Boquin et Jean Celeyrette, « Guillaume d'Ockham et le nominalisme », Pour la science, no 49,‎ 2005 (lire en ligne, consulté le 17 mars 2015)
- L' historien, son siècle et sa recherche recherches sur l'acculturation des enseignants médiévaux (Xe – XIIIe siècles)
- Mathématiques et théologie : l'infini chez Nicolas de Cues dans Revue de métaphysique et de morale 2011/2 (n° 70)[3].
- La Questio de puncto de Michel de Montecalerio en réponse à Jean Buridan dans Archives d'histoire doctrinale et littéraire du Moyen Âge 2008/1 (Tome 75)[4].
- Apparences et imaginations chez Nicole Oresme : Question III.1 sur la Physique et question sur l'apparence d'une chose dans Revue d'histoire des sciences 2007/1 (Tome 60)[5].
- Jean Celeyrette et Christophe Grellard : Nicole Oresme philosophe : Philosophie de la nature et philosophie de la connaissance à Paris au XIVe siècle (2014).
- Jean Celeyrette : Le vide chez Avicenne, in Joël Biard & Sabine Rommevaux (eds.), La nature et le vide dans la Physique Médiévale. Brepols (2012)

Il a également participé aux trois volumes de l'édition typographique intégrale des Cahiers de Paul Valéry, sous la direction de Nicole Celeyrette-Pietri et Judith Robinson-Valéry.